# Antonio Llorente
Pour les articles homonymes, voir Llorente.
Antonio Llorente Maldonado de Guevara (29 mars 1922 - 21 août 1998) est un dialectologue espagnol. Il obtient un doctorat à l'université de Salamanque. Il est plus tard titulaire d'une chaire à cette même université, ainsi qu'à l'université de Grenade. Parmi ses travaux les plus remarquables on peut citer sa collaboration à l'Atlas Lingüístico y Etnográfico de Andalucía, aux côtés de Manuel Alvar et Gregorio Salvador, ainsi que de nombreux travaux sur le parler de Salamanque.

## Livres publiés
- Avec María del Rosario Llorente Pinto, Toponimia salmantina, Salamanque, Diputación de Salamanca, 2003  (ISBN 84-7797-198-6)
- Hablemos de nuestra lengua, Salamanque, La Gaceta Regional de Salamanca, 2000  (ISBN 84-86820-34-0)
- La norma lingüística del español actual y sus transgresiones, Salamanque, Ediciones Universidad de Salamanca, 1991  (ISBN 84-7800-048-8)
- Premier tome et lexique de l'Atlas lingüístico y etnográfico de las Islas Canarias, Cáceres, Universidad de Extremadura, Servicio de Publicaciones, D.L., 1987  (ISBN 84-600-5223-0)
- Aspectos lingüísticos de la tierra de Béjar, Estudios Salamanca-Béjar, 1986  (ISBN 84-398-5793-4)
- Las comarcas históricas y actuales de la provincia de Salamanca, Salamanque, Centro de Estudios Salmantinos, Consejo Superior de Investigaciones Científicas, 1976  (ISBN 84-00-03516-X)